# كلاي هارت
كلاي هارت (بالإنجليزية: Clay Hart)‏ هو كاتب أغاني أمريكي، ولد في 1 يوليو 1942.

## روابط خارجية
- كلاي هارت على موقع IMDb (الإنجليزية)
- كلاي هارت على موقع ميوزك برينز (الإنجليزية)